# Ida Kleijnen
Ida Kleijnen (geboren am 17. März 1936 als Ida van den Hurk in Schin op Geul; gestorben 15. Januar 2019 in Lanaken) war eine niederländische Köchin und die zweite Frau, die in den Niederlanden mit einem Michelin-Stern ausgezeichnet wurde.

## Leben
Ida van den Hurk wurde am 17. März 1936 in Schin op Geul geboren. Sie begann ihre Karriere als Köchin im Jahr 1979, als sie beschloss, ihre Pension, die zu wenige Gästezimmer hatte, zu schließen und es in ein Restaurant mit dem Namen De Lindenhorst umzuwandeln. Kleijnen war keine gelernte Köchin, sie hatte sich als Autodidaktin das Kochen aus Kochbüchern selbst beigebracht. Auch ging sie gerne auswärts essen und stelle den Köchen alle möglichen Fragen zu Zubereitungen, Rezepten und Zutaten, berichtete der ehemalige Chefkoch Jacques Zeguers, den sie in seinem Maastrichter Restaurant gerne besuchte.
Sie gewann 1983 zu ihrer eigenen Überraschung einen Michelin-Stern, den sie bis 1996 halten konnte. 1990 wurde sie zur Köchin des Jahres gekürt. Nach ihr erhielt 1996 auch Margo Reuten von Da Vinci in Maasbracht diesen Titel. Im Jahr 1996 übergab sie ihr Restaurant an ihren Sohn Paul Keijdener. Ida Kleijnen war noch bis ins hohe Alter als Köchin tätig. Von 1997 bis 2010 gab sie mit großem Erfolg Kochkurse in Lanaken zudem veröffentlichte sie das Buch: Ida’s Keukengeheimen; 100 recepten uit de keuken van Restaurant Lindenhorst.
Ida Kleijnen starb am 15. Januar 2019 in Lanaken.